# 宍戸就附
宍戸 就附（ししど なりちか）は、江戸時代前期の武士。毛利氏家臣で長州藩士。宍戸家第17代当主。父は熊谷元実。母は杉重政の娘。祖父は宍戸広匡。養父は宍戸就尚。正室は宍戸就尚の娘。弟に熊谷就実、宍戸就延、宍戸隆将。通称は忠三郎、雅楽、土佐。

## 生涯
寛永12年（1635年）5月15日、毛利氏家臣・熊谷元実の三男として生まれる。
寛永17年（1640年）8月23日、伯父・宍戸就尚が嫡男不在のまま死去したため、就尚の娘と婚姻して婿養子としてその家督を相続し、三丘領主、長州藩一門家老となり、藩主毛利秀就、綱広の二代に仕えた。
延宝3年（1675年）、家計逼迫により、藩主綱広に旅役免除を願い出て許される。
延宝4年（1676年）12月24日に嫡男不在のまま萩の宍戸家屋敷において死去。享年42。長門国深川の大寧寺に葬られた。家督は実弟の就延が相続した。